# Teognis al Niceei
Teognis al Niceei (în greacă veche Θέογνις) a fost un episcop al Niceei în secolul al IV-lea, excomunicat după Sinodul Ecumenic de la Niceea pentru că nu a denunțat destul de convingător doctrina netrinitariană a preotului Arie.
El este cunoscut în istorie în calitate de participant la Sinodul Ecumenic de la Niceea din anul 325. A fost unul dintre episcopii arieni prezenți la acel Sinod. A semnat, în cele din urmă, Crezul de la Niceea împreună cu ceilalți susținători ai arianismului, Zopyrus al Barcăi, Eusebiu al Nicomidiei și Maris al Calcedonului. A fost exilat împreună cu ceilalți trei episcopi arieni.